# Daniel Friedrich Hecht
Daniel Friedrich Hecht (Sosa, Eibenstock, 8 de julho de 1777 – Freiberg, 13 de março de 1833) foi um matemático alemão.
Foi diretor de mina e por fim professor de matemática. 

## Publicações selecionadas
- Lehrbuch der Arithmetik und Geometrie
  - Erster Cursus: Die allgemeine Arithmetik. 1812 (Digitalisat)
  - Zweyter Cursus: Die allgemeine Arithmetik, die gemeine Geometrie und Trigonometrie. 1814 (Digitalisat)
- Erste Gründe der mechanischen Wissenschaften. 1819 (Digitalisat)
- Tafel zur Berechnung der Längen und Breiten für die Sohle = 1. 1819 (Digitalisat)
- Beispiele und Aufgaben aus der allgemeinen Arithmetik und gemeinen Geometrie. 1824 (Digitalisat)
- Von den quadratischen und kubischen Gleichungen, von den Kegelschnitten, und von den ersten Gründen der Differential- und Integral-Rechnung. 1824 (Digitalisat)
- Einfache Construction zur Bestimmung der Kreuzlinie zweyer Gänge, nebst einer Anweisung, um mit Hülfte der Kreuzlinie einen verworffnen Gang wieder aufzusuchen. 1825 (Digitalisat)
- Lehrbuch der Markscheidekunst. 1829 (Digitalisat)